# Distretto di Koh Si Chang
Il distretto di Ko Sichang (in thailandese: เกาะสีชัง) è un distretto (amphoe) della Thailandia, situato nella provincia di Chonburi. Il territorio comprende l'isola di Ko Sichang e alcuni isolotti vicini.
L'isola è collegata alla città di Si Racha, che si trova sulla terraferma, da barche che impiegano 40 minuti a coprire il tragitto. È l'isola più vicina a Bangkok e ha diverse attrattive turistiche, viene spesso visitata da turisti provenienti dalla vicina Pattaya e dalla capitale.